# Varpan
Varpan är en sjö i Falu kommun i Dalarna och ingår i Dalälvens huvudavrinningsområde. Sjön är 26 meter djup, har en yta på 7,26 kvadratkilometer och befinner sig 115 meter över havet. Sjön avvattnas av vattendraget Faluån. Från den utgår Faluån vilken där kallas Östanforsån.
Fiskarter som återfinns i Varpan:
abborre,
braxen,
id,
lake,
gädda och
siklöja

## Delavrinningsområde

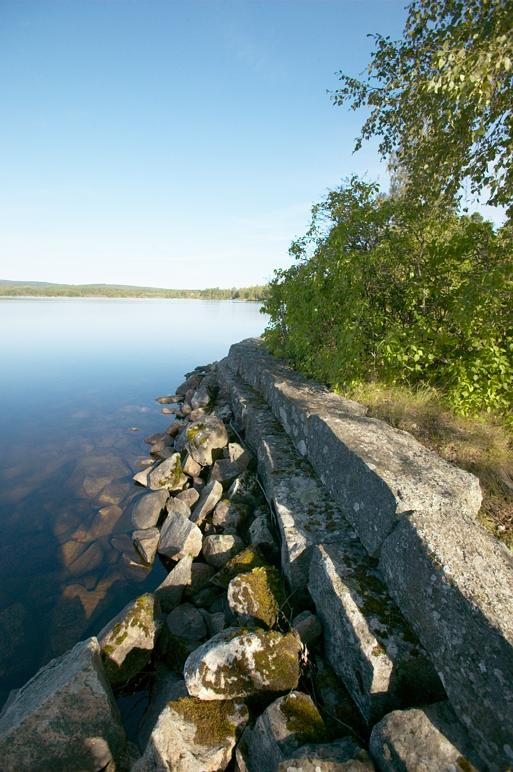
Varpan vid Bergsmansgården

Varpan ingår i delavrinningsområde (672437-148936) som SMHI kallar för Utloppet av Varpan. Medelhöjden är 153 meter över havet och ytan är 29,62 kvadratkilometer. Räknas de 58 avrinningsområdena uppströms in blir den ackumulerade arean 526,52 kvadratkilometer. Faluån som avvattnar avrinningsområdet har biflödesordning 3, vilket innebär att vattnet flödar genom totalt 3 vattendrag innan det når havet efter 224 kilometer. Avrinningsområdet består mestadels av skog (59 procent). Avrinningsområdet har 7,31 kvadratkilometer vattenytor vilket ger det en sjöprocent på 24,7 procent. Bebyggelsen i området täcker en yta av 0,74 kvadratkilometer eller 2 procent av avrinningsområdet.